# Le disc de Astrou
Le Disc De Astrou es el primer trabajo del grupo chileno Astro en formato EP lanzando en 12 de octubre de 2009. 

## Lista de canciones
1. Maestro Distorsión  03:52
2. Hongo Atomic  03:19
3. Ea Dem!  03:38
4. Mono Tropical  03:21
5. Raifilter  03:37
6. Drogas Mágicas  02:40

## Personal
- Andrés Nusser: voz, guitarra.
- Octavio Cavieres: batería.
- Lego Moustache: teclados y percusión.
- Zeta Moustache: teclados y bajo.